# Dobon
Il dobon è un gioco di carte di origine giapponese. Richiede un mazzo di carte da poker, senza jolly. Scopo del gioco è quello di finire le proprie carte il prima possibile.
Il gioco si svolge seguendo una sequenza di gioco in senso orario (alla giocata di un giocatore segue la giocata del giocatore alla sua sinistra). Ciascun giocatore deve attendere il proprio turno e deve scartare una carta dello stesso seme della carta scartata dal giocatore precedente, oppure deve pescarne una dal mazzo centrale.
La sequenza di gioco è comunque modificata quando un giocatore qualsiasi scarta una carta dello stesso valore dell'ultima scartata. In questo modo, il gioco assume una certa velocità.
Per vincere, un giocatore deve scartare carta l'ultima carta solo se questa vale esattamente quanto l'ultima carta scartata. 
È anche possibile, se un giocatore ha due carte, effettuare un'operazione matematica il cui risultato è il valore della carta scartata (ad esempio, se l'ultima carta scartata vale 6, un giocatore che ha un 3 e un 9 può vincere in quanto 9-3=6).
Se un giocatore ha più di due carte, può vincere solo se la somma delle sue carte è parti all'ultima carta scartata (ad esempio, se l'ultima carta scartata vale 8, un giocatore che ha due 2, un 3 e un 1 può vincere in quanto 2+2+3+1=8). L'asso vale 1, il jack vale 11, la donna vale 12 e il re vale 13.
Quando un giocatore vince ("fa dobon") gli viene assegnato un punto, mentre il giocatore che ha scartato la carta precedente perde e ottiene -1. È possibile il "doppio dobon", che accade quando, a seguito di un primo dobon, un secondo giocatore è in grado di concludere. In questo caso, il giocatore che ha fatto doppio dobon prende 2 punti, il giocatore che aveva fatto dobon prende -2 ed il giocatore che aveva subito il primo dobon è salvo. È possibile che il giocatore che ha fatto doppio dobon subisca un triplo dobon e così via.
Per le sue caratteristiche di gioco veloce, la necessità di effettuare calcoli matematici in tempi rapidi, la breve durata di una partita e la sua imprevedibilità, il dobon ha di solito una certa difficoltà ad affermarsi. Tuttavia, è diventato un'attività di culto di un ristretto gruppo di giocatori veloci ed abili nei calcoli.